# Farní sbor Českobratrské církve evangelické v Heřmanově Městci
Farní sbor Českobratrské církve evangelické v Heřmanově Městci byl sborem Českobratrské církve evangelické v Heřmanově Městci. Sbor spadal pod Chrudimský seniorát.
Sbor v období před sloučením s chrudimským sborem administrovala farářka Magdalena Horáková, kurátorem sboru byl Miloš Ferjenčík.
K 1. 1. 2024 byl sbor sloučen se sborem v Chrudimi.

## Faráři sboru
- Štěpán Milan Pavlinec (1945–1947)
- Ladislav Hešík (1950–1953)
- Pavel Kyprý (1954–1968)
- Petr Jankovský (1968–1971)
- Ladislav Blecha (1972)
- Mirjam Doležalová (1972–1983)
- Alena Balabánová (1986–1994)
- Dagmar Hrubantová (1994–2007)
- Jan Plecháček (2007–2023)